# Сафоново (Ленинградская область)
Сафоново — деревня в Ефимовском городском поселении Бокситогорского района Ленинградской области.

## История
СОФОНОВО — деревня Великодворского общества, прихода села Николы. Озеро Еглино. 

Крестьянских дворов — 10. Строений — 12, в том числе жилых — 10. 

Число жителей по семейным спискам 1879 г.: 31 м. п., 37 ж. п.; по приходским сведениям 1879 г.: 32 м. п., 42 ж. п.

В конце XIX — начале XX века деревня административно относилась к Деревской волости 5-го земского участка 3-го стана Тихвинского уезда Новгородской губернии.

СОФОНОВО — деревня Великодворского общества, число дворов — 19, число домов — 24, число жителей: 50 м. п., 51 ж. п.; занятие жителей: земледелие, отхожие промыслы. Озеро Еглино и река Тихвинка. (1910 год)

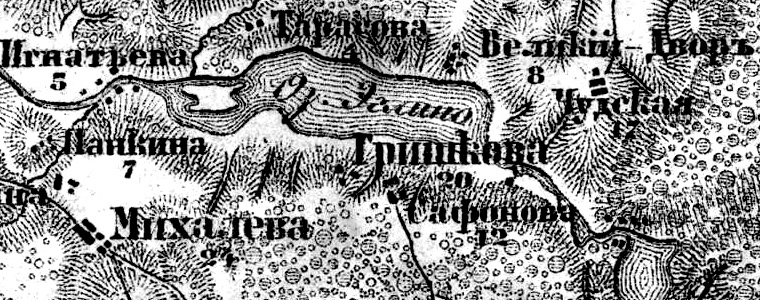
Деревня Сафоново на карте 1917 года

Согласно военно-топографической карте Новгородской губернии издания 1917 года деревня называлась Сафонова и насчитывала 12 крестьянских дворов.
С 1917 по 1918 год деревня входила в состав Деревской волости Тихвинского уезда Новгородской губернии.
С 1918 года, в составе Череповецкой губернии.
С 1924 года, в составе Пикалёвской волости.
С 1927 года, в составе Михалёвского сельсовета Ефимовского района.
В 1928 году население деревни составляло 115 человек.
По данным 1933 года деревня Сафоново входила в состав Михалёвского сельсовета Ефимовского района.
С 1965 года в составе  Бокситогорского района.
По данным 1966 года деревня Сафоново входила в состав Михалёвского сельсовета.
По данным 1973 и 1990 годов деревня Сафоново входила в состав Ефимовского сельсовета.
В 1997 и 2002 годах в деревне Сафоново Ефимовской волости не было постоянного населения.
В 2007, 2010, 2015 и 2016 годах в деревне Сафоново Ефимовского ГП, также не было постоянного населения.

## География
Деревня расположена в центральной части района к северу от автодороги 41К-285 (Сухая Нива — Михалёво).
Расстояние до административного центра поселения — 16 км.
Расстояние до ближайшей железнодорожной станции Ефимовская — 13 км. 
Деревня находится на южном берегу озера Еглино.

## Демография
| 1997 | 2002 | 2007 | 2010 | 2017 |
| ---- | ---- | ---- | ---- | ---- |
| 0    | →0   | →0   | →0   | →0   |